# Classe Ciclone
La Classe Ciclone était une classe d'escorteurs plus tard classés torpilleurs dans la Regia Marina, lors de la Seconde Guerre mondiale.
La classe Ciclone était une amélioration de la classe Orsa qui la précédait. Elle disposait d'un armement anti sous-marin plus puissant, ainsi que d'une meilleure tenue à la mer..

## Construction
Ces navires ont été construits pendant la guerre et achevés entre 1942 et 1943. L'Intrepido, en construction, n'est pas achevés pour entrer en service dans la Regia Marina, mais a été achevé par les Allemands qui l'ont capturé après l'armistice du 8 septembre (Armistice de Cassibile) et après l'avoir terminé ils l'ont encadré dans la Kriegsmarine comme Torpedoboot Ausland.

## Armement
Toutes les unités étaient équipées d'un échogoniomètre et l'armement de torpilles était le même pour toutes les unités, tandis que le reste de l'armement présentait des variations notables :
- Ghibli, Impavido, Impetuoso, Indomito, Monsone  étaient armés de 3 canons de 100/47 millimètres dans trois installations simples et de 8 mitrailleuses 20/65 Mod. 35 dans 4 installations doubles.
- Aliseo, Ardente, Ciclone, Fortunale, Groppo, Tifone, Uragano avait 2 canons de 100/47 mm avec la pièce centrale remplacée par un système jumelé supplémentaire de 20/65 Mod. 35 portant le nombre total de mitrailleuses à 10.
- Animoso, Ardito, Ardimentoso, Intrepido avaient 2 canons de 100/47 mm mais avec la troisième pièce substituée par un quadruple poste de canons antiaériens Flakvierling de 20 mm portant ainsi à 12 le nombre de canons anti-aériens.

## Service
En raison de la guerre, les torpilleurs Ardente, Uragano, Monsone, Ciclone, Tifone et Groppo ont été perdus.
L'Ardente a coulé le 12 janvier 1943 près de Punta Barone (Sicile) après une collision avec le destroyer Grecale, une unité de la classe Maestrale, qui dans la circonstance a perdu sa proue, tandis que presque tout l'équipage du torpilleur a péri dans la collision.
L'Uragano a coulé sur une mine le 3 février 1943 dans le canal de Sicile et a été secouru par le destroyer Saetta qui a été coulé à son tour.
Le Monsone a été coulé à Naples le 1er mars 1943 lors d'un raid aérien allié.
Le Ciclone coule, à cause de deux mines, le 8 mars 1943 dans le canal de Sicile.
Le Tifone a été sabordé à Tunis le 7 mai 1943 par son propre équipage pour éviter d'être capturé, après avoir été endommagé la veille par un bombardement aérien et envoyé à l'échouage.
Le Groppo a été coulé à Messine le 25 mai 1943 lors d'un bombardement aérien allié.

### Armistice
Les torpilleurs Ardito, Ghibli, Impavido, Intrepido, Impetuoso et Aliseo ont été les protagonistes des événements qui ont suivi l'armistice du 8 septembre 1943 (Armistice de Cassibile).
L'Impetuoso était l'un des navires qui, le 9 septembre, est venu en aide au cuirassé Roma naufragé, transportant les blessés vers les îles Baléares, où, au moment de partir, le 11 septembre, le commandant de l'unité, Cigala Fulgosi (décoré de la Médaille d'or de la valeur militaire), pour ne pas livrer le navire aux Alliés, selon les clauses de l'armistice, a donné l'ordre de le couler. Avec l'Impetuoso, le commandant du torpilleur Pegaso, Riccardo Imperiali, a également donné l'ordre de couler le navire sous son commandement.
Le 9 septembre 1943, l'Aliseo, commandé par le capitaine de frégate Carlo Fecia di Cossato, fut le protagoniste d'une action sensationnelle près de Bastia, dans les eaux de la Corse, lorsque l'unité, entourée de dix unités allemandes, réussit à éviter la capture, en coulant sept d'entre elles et en endommageant trois autres, puis réussit à se rendre à Palerme et à rejoindre le reste de la flotte qui s'était rendue aux Alliés à Malte.
Capturé par les Allemands en septembre 1943 et rebaptisé TA 25, l'Ardito a été coulé le 15 juin 1944 par un croiseur britannique. Le nom Ardito sera hérité dans la Marine par un destroyer de la Classe Audace, qui a été désarmé le 28 septembre 2006.
À l'armistice, le torpilleur Ghibli était en réparation à La Spezia et ne pouvant suivre le reste de la flotte qui devait se rendre à Malte et se rendre aux alliés selon les clauses de l'armistice, fut coulé par son équipage : récupéré par les Allemands en septembre 1943, il ne fut jamais réparé et fut coulé par les Allemands eux-mêmes à La Spezia le 25 avril 1945.
L'Impavido, capturé par les Allemands en septembre 1943 et rebaptisé TA 23, a été coulé par une mine le 25 avril 1944.
L'Intrepido, lancé le jour de l'armistice, a été capturé par les Allemands en septembre 1943, alors qu'il était en construction ; achevé par les Allemands, il a été inclus dans le Torpedoboot Ausland et, rebaptisé TA 26, a été coulé par un sous-marin britannique le 21 juin 1944.
Les noms "Impavido" et "Intrepido" seront hérités dans la marine par deux destroyers de la classe Impavido, entrés en service dans les années 1960 et déclassés en 1992. Ils avaient, respectivement, le pennant number D 570 et D 571.

## Transferts vers d'autres marines
Outre les Ardito, Ghibli, Impavido et Intrepido, d'autres unités de la classe ont servi sous les drapeaux d'autres marines.
Avec la classe Soldati, c'est la classe de navires qui comptait le plus grand nombre d'unités ayant servi sous d'autres pavillons, avec pas moins de cinq unités cédées à d'autres marines. À son tour, la classe Soldati, comme la classe Cyclone, avait deux unités capturées par les Allemands qui ont été incorporées dans le groupe Torpedoboot Ausland de la Kriegsmarine, bien que dans le cas de la classe Soldati les unités capturées ne soient jamais entrées en service.
Selon les termes du traité de paix de 1949, l'Indomito et l'Aliseo ont dû être cédés en réparation des dommages de guerre causés à la Yougoslavie, et le même sort a été réservé à l'Animoso, l'Ardimentoso et le Fortunale, qui ont été cédés à l'Union soviétique.
L'Indomito et l'Aliseo, donnés à la Yougoslavie pour les réparations de guerre, ont été renommés respectivement Biokovo et Triglav et ont servi dans la marine yougoslave jusqu'en 1971.
L'Animoso a été cédé à l'Union soviétique le 16 mars 1949 sous le nom de Z 16
L'Ardimentoso a été cédé à l'Union soviétique le 28 février 1949 avec les initiales Z 19.
Le torpilleur Fortunale est cédé aux Soviétiques le 1er mars 1949 sous le nom de Z 17.
Les trois unités cédées à la marine soviétique ont été rebaptisées respectivement Ladnyj, Lutyj et Letnyj et, destinées à des tâches d'entraînement, ont été affectées à la 78e brigade d'entraînement.
Les navires, le 30 décembre 1954, ont été dépouillés de leur armement et classés comme navires cibles.
L'ancien Animoso (Ladnyj), après avoir été classé comme navire cible, a pris la désignation CL-60 et, le 31 janvier 1958, a été la première des trois unités à être désaffectée.
L'ancien Ardimentoso (Lutyj), après avoir été classé comme navire cible, a pris la désignation CL-61 et, à la fin d'avril 1958, est devenu un navire-caserne avec la désignation PZK-150. Le 31 octobre 1959, le navire a été désarmé et envoyé à la casse.
L'ancien Fortunale (Letnyj), après avoir été classé comme navire cible, a pris la désignation CL-59 et, le 29 décembre 1959, a été coulé par un missile lors d'un exercice effectué dans les eaux de la mer Noire.

## Unités
| Aliseo      | AS    | Navalmeccanica - Castellammare di Stabia | 16 septembre 1941 | 20 septembre 1942 | 28 février 1943   | Transféré à la marine militaire yougoslave le 3 mai 1949                              |
| Animoso     | AM    | Ansaldo - Sestri Ponente                 | 3 avril 1941      | 15 avril 1942     | 14 août 1942      | Transféré à la Marine soviétique le 16 mars 1949, renommé Ladnyj (Ладный)             |
| Ardente     | AD    | Ansaldo - Sestri Ponente                 | 7 avril 1941      | 27 mai 1942       | 30 septembre 1942 | Coulé le 12 janvier 1943                                                              |
| Ardimentoso | AZ/AT | Ansaldo - Sestri Ponente                 | 7 avril 1941      | 27 juin 1942      | 14 décembre 1942  | Transféré à la Marine soviétique le 28 février 1949, renommé Lutyj (Лютый)            |
| Ardito      | AR    | Ansaldo - Sestri Ponente                 | 3 avril 1941      | 14 mars 1942      | 30 juin 1942      | Capturé par la Kriegsmarine en septembre 1943, coulé le 14 juin 1944                  |
| Ciclone     | CI    | CRDA - Trieste                           | 9 mai 1941        | 1º mars 1942      | 21 mai 1942       | Coulé le 8 mars 1943                                                                  |
| Fortunale   | FT    | CRDA - Trieste                           | 9 mai 1941        | 18 avril 1942     | 16 mai 1942       | Transféré à la Marine soviétique le 1er mars 1949, renommé Letnyj (Лётный)            |
| Ghibli      | GH    | Navalmeccanica - Castellammare di Stabia | 30 août 1942      | 28 février 1943   | 24 juillet 1943   | Capturé par la Kriegsmarine en septembre 1943 et sabordé à La Spezia le 25 avril 1945 |
| Groppo      | GP    | Navalmeccanica - Castellammare di Stabia | 18 juin 1941      | 19 avril 1942     | 31 août 1942      | Coulé le 25 mai 1943                                                                  |
| Impavido    | IM    | Riva Trigoso                             | 15 août 1941      | 24 février 1943   | 30 avril 1943     | Capturé par la Kriegsmarine en septembre 1943 et coulé le 25 avril 1944.              |
| Impetuoso   | IP    | Riva Trigoso                             | 15 août 1941      | 20 avril 1943     | 7 juin 1943       | Sabordé le 11 septembre 1943                                                          |
| Indomito    | ID    | Riva Trigoso                             | 10 janvier 1942   | 6 juillet 1943    | 4 août 1943       | Transféré à la marine militaire yougoslave le 24 avril 1949                           |
| Intrepido   | IT    | Riva Trigoso                             | 31 janvier 1942   | 8 septembre 1943  | 16 janvier 1944   | Capturé par la Kriegsmarine en septembre 1943 et coulé le 21 juin 1944.               |
| Monsone     | MS    | Navalmeccanica - Castellammare di Stabia | 18 juin 1941      | 7 juin 1942       | 28 novembre 1942  | Coulé le 1er mars 1943                                                                |
| Tifone      | TF    | CRDA - Trieste                           | 17 juin 1941      | 31 mars 1942      | 11 juillet 1942   | Coulé à Tunis le 7 mai 1943                                                           |
| Uragano     | UR    | CRDA - Trieste                           | 17 juin 1941      | 3 mai 1942        | 26 septembre 1942 | Coulé le 3 février 1943 dans le canal de Sicile.                                      |